# Martin Kuszew
Martin Kuszew (ur. 25 sierpnia 1973 w Trojanie) – bułgarski piłkarz grający na pozycji ofensywnego pomocnika, oraz trener piłkarski.

## Kariera piłkarska

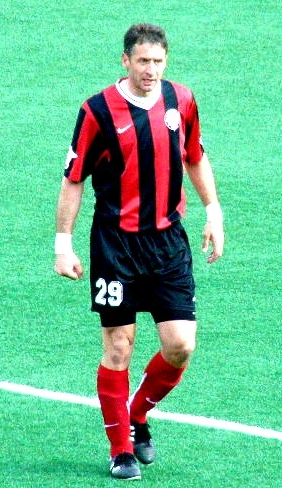
W okresie gry w Amkarze Perm

Jest wychowankiem Jantry Gabrowo, w której barwach występował przez pięć lat. Nie odszedł z klubu nawet wtedy, gdy w sezonie 1993–1994 został on dyscyplinarnie relegowany z ekstraklasy z powodu przekupstw działaczy, którzy ustawiali wyniki za łapówki dla sędziów i graczy innych drużyn.
Kuszew zdecydował się na transfer dopiero w 1996. Przez kolejnych dziesięć lat zmieniał kluby średnio raz na sezon. Występował w walczącym o utrzymanie Spartaku Warna, w Lewskim Sofia, z którym w rozgrywkach 2001–2002 zdobył mistrzostwo i Puchar Bułgarii, a także trzykrotnie w Slawii Sofia. Dwa razy grał w tym czasie w klubach zagranicznych: w niemieckim 1. FC Saarbrücken, z którym wywalczył awans do II ligi, oraz w rosyjskim Szynniku Jarosław.
Formę ustabilizował dopiero w innej drużynie z Rosji, Amkarze Perm. Był tam zatrudniony przez pięć lat i, chociaż nie odniósł większych sportowych sukcesów (najlepszy wynik to czwarte miejsce w sezonie 2008), to nie miał problemów z grą w pierwszym składzie, dzięki czemu zaliczył w tym okresie 134 mecze w ekstraklasie rosyjskiej. W Amkarze współpracował z kilkoma rodakami: grali tu Zahari Sirakow, Georgi Peew, Dimityr Tełkijski, a przez jakiś czas trenerem był Dimityr Dimitrow.
Wysoka forma Kuszewa sprawiła, że w 2007, w wieku trzydziestu czterech lat, otrzymał pierwsze w karierze (i jedyne) powołanie do reprezentacji Bułgarii. Wystąpił w niej w meczu eliminacji do Euro 2008 z Luksemburgiem (3:0). W 75 minucie zmienił na boisku Iwelina Popowa.

## Kariera szkoleniowa
Do kraju powrócił w 2010, kiedy został graczem – po raz czwarty – Slawii Sofia. Rok później, po zwolnieniu trenera Emila Welewa otrzymał także (jako grający szkoleniowiec) propozycję prowadzenia pierwszej drużyny.

## Sukcesy
Kariera piłkarska
- Lewski Sofia:
  - mistrzostwo Bułgarii 2002
  - Puchar Bułgarii 2002
- 1. FC Saarbrücken:
  - awans do 2. Bundesligi w sezonie 1999–2000
- Slawia Sofia:
  - finał Pucharu Bułgarii 2011